# Marquesado de Monte Olivar
El marquesado de Monte Olivar es un título nobiliario español creado por el rey Carlos III en 7 de abril de 1762 a favor de Félix Espinosa de los Monteros y de la Peña, teniente coronel, capitán del regimiento de infantería de Córdoba.

## Marqueses de Monte Olivar
- Félix Bernardo Espinosa de los Monteros Aliaga y de la Peña Gaytán Saqueró y Navarro de León (Epila, 1720-Bujalance, 1778), I marqués de Monte Olivar. Fue teniente coronel de los Reales Ejércitos y capitán del Regimiento de infantería de Mallorca y caballero de la orden de Santiago. Embarcó en Cádiz el 17 de marzo de 1740 (por entonces era sargento mayor) hacia el destino de su padre; Gregorio Espinosa de los Monteros y Saquero, virrey y posteriormente  gobernador y capitán general de la Nueva Andalucía, Provincia de Cumaná, Cumanagotos (Nueva Barcelona) Guayana y El Dorado. Destacó en la defensa del puerto de Cumaná de un asedio inglés el 1 de octubre de 1741. Posteriormente regresó a la Península llegando a ser teniente coronel de los Reales Ejércitos, caballero del Hábito de Santiago (1763).

Contrajo matrimonio con Ana María García Palomo Wanderpoel y Vergara, señora de la Villa de Crespia (Figueras, Barcelona). El 6 de abril de 1788 sucedió su hija:
- Francisca de Paula Espinosa de los Monteros y Aliaga y García-Palomo, II marquesa de Monte Olivar.

En 1816 sucedió:
- Juan Manuel Espinosa de los Monteros y Aliaga, III marqués de Monte Olivar.[1]

Casó el 29 de julio de 1811 con María del Rosario Izquierdo y Lassaleta (Chiclana de la Frontera, 1794-Madrid, 1849), hija de Cayetano Izquierdo Ossorio y de Juana de Dios Lassaleta Ibáñez de Madrid, ambos de Cádiz. Tuvieron cinco hijos, de las cuales solamente sobrevivieron Camila y María Josefa. Esta última contrajo matrimonio con Antonio Díez de Bulnes Bermúdez de Figueroa y tuvieron dos hijas, una de ellas, María del Rosario, sucedió en el título.  En 11 de junio de 1884 sucedió su nieta:
- María del Rosario Díez de Bulnes y Espinosa de los Monteros y Aliaga, IV marquesa de Monte Olivar.[1]

Contrajo matrimonio con José de Gayangos y Revel. En 1899 sucedió:
- José de Gayangos y Díez de Bulnes (Madrid, 20 de septiembre de 1867-París, 24 de marzo de 1900) V marqués de Monte Olivar.[1]

Casó con María Luisa Abaroa y López de la Calle el 15 de julio de 1897. En 23 de mayo de 1901 sucedió su hija.
- María Josefa Gayangos y Abaroa (Bilbao, 5 de septiembre de 1898-Monasterio de Singeverga, Portugal, 8 de marzo de 1980), VI marquesa de Monte Olivar.[1] Fue monja de clausura y renunció el título a favor de su pariente, Antonio, miembro de la rama de su tía abuela, Antonia Díez de Bulnes Espinosa de los Monteros y Aliaga,[2] que sucedió el 16 de junio de 1970:[1]

- Antonio del Río y Ruiz-Martínez, VII marqués de Monte Olivar,[4] hijo de Antonio del Río-Rey y Díez de Bulnes y de María del Carmen Ruiz-Martínez y Ruiz, III baronesa de Monte Palacio.[5]

Casó con Ana María Medina y Atienza. El 6 de febrero de 2004, previa orden del 22 de diciembre del 22 de diciembre de 2003 (BOE del 13 de enero), le sucedió, por distribución, su hijo:
- Antonio del Río y Medina, VIII marqués de Monte Olivar.[8]